# Ampāni
Ampāni är en ort i Indien.   Den ligger i distriktet Kālāhandi och delstaten Odisha, i den centrala delen av landet, 1 100 km sydost om huvudstaden New Delhi. Ampāni ligger 327 meter över havet och antalet invånare är 4 622.
Terrängen runt Ampāni är kuperad åt sydväst, men åt nordost är den platt. Runt Ampāni är det ganska tätbefolkat, med 239 invånare per kvadratkilometer. Trakten runt Ampāni består till största delen av jordbruksmark.